# ISO 3166-2:KP
کد ISO 3166-2:KP بخشی از استاندارد ایزو ۳۱۶۶ برای کشور کره شمالی است که توسط سازمان بین‌المللی استانداردسازی ISO تنظیم شده‌است این سازمان، کدهای استاندارد را برای تقسیمات کشوری مهم (ایالتها یا استانهای) کشورهای موجود در استاندارد ایزو ۳۱۶۶-۱ تعریف می‌کند.
هر کد شامل دو بخش می‌گردد که توسط علامت - جدا می‌گردند.
- بخش نخست KP که در ایزو ۳۱۶۶-۱ آلفا-۲ کد  کشور کره شمالی است.
- بخش دوم شامل یک یا دو یا سه حرف است که بیان‌کننده استان یا ایالت کشور کره شمالی می‌باشد.